# Netlist
La parola netlist è usata principalmente nel campo della progettazione elettronica per indicare l'insieme delle connessioni (net) elettriche di un circuito elettronico, tipicamente riassunte in un file secondo vari formati. Salvo rari casi, la netlist viene generata automaticamente a partire da uno schema elettrico. Se la netlist contiene anche altre informazioni più approfondite, viene generalmente considerata come un Hardware Description Language (HDL) come ad esempio Verilog, VHDL, o uno dei vari linguaggi specifici per fornire i dati in ingresso a programmi di simulazione circuitale.
Le netlist possono essere fisiche o logiche; basate sulle istanze o sulle connessioni (net-based); flat o gerarchiche. 
Le netlist net-based solitamente descrivono tutte le istanze e i loro attributi, quindi elencano ciascuna net e le porte a cui sono connesse.
EDIF è probabilmente lo standard più conosciuto per le netlist net-based.